# سومیا سوامیناتان (سیاستمدار)
سومیا سوامیناتان (انگلیسی: Soumya Swaminathan؛ زادهٔ ۲ مهٔ ۱۹۵۹) دانشمند بالینی، پژوهشگر، متخصص پزشکی کودکان و سیاستمدار اهل هند است. وی به دلیل تحقیقاتش در مورد زمینهٔ سل و HIV شناخته شده است. سوامیناتان به عنوان دبیر دولت هند برای پژوهش‌های بهداشتی و مدیر کل شورای تحقیقات پزشکی هند (۲۰۱۵–۲۰۱۷) خدمت کرد، و طی آن او سیاست‌های بهداشتی مبتنی بر شواهد علمی، ظرفیت‌سازی پژوهشی در دانشکده‌های پزشکی و تقویت همکاری جنوب–جنوب در علوم بهداشتی را در اولویت قرار داد. از اکتبر ۲۰۱۷ تا مارس ۲۰۱۹، او معاون مدیر کل برنامه‌ها (DDP) در سازمان جهانی بهداشت بود. متعاقباً تا سال ۲۰۲۲، او به عنوان دانشمند ارشد در سازمان جهانی بهداشت تحت رهبری مدیر کل تدروس ادهانوم خدمت کرد.

## اوایل زندگی و تحصیلات
سومیا سوامیناتان در چنای هند به دنیا آمد. سوامیناتان دختر «پدر انقلاب سبز هند»، ام.اس. سوامیناتان و آموزشگر هندی، مینا سوامیناتان است. سوامیناتان دو خواهر و برادر دارد، مادورا سوامیناتان، استاد علم اقتصاد در مؤسسه آمار هند در بنگلور و نیتیا رائو، استاد مطالعات جنسیت ومطالعات توسعه در دانشگاه ایست آنگلیا.
سوامیناتان در آغاز از کالج پزشکی نیروهای مسلح در پونه مدرک کارشناسی پزشکی و جراحی دریافت کرد. او دارای مدرک دکترای پزشکی در پزشکی کودکان از مؤسسه تمام هندی علوم پزشکی در دهلی نو است. او «دیپلمات هیئت ملی» از «هیئت ملی امتحانات» است. به عنوان بخشی از آموزش خود، از سال ۱۹۸۷ تا ۱۹۸۹ سوامیناتان یک فلوشیپ پزشکی فوق دکترا را در زمینه نوزادان و ریه اطفال در بیمارستان کودکان لس آنجلس متعلق به مدرسه پزشکی کک یواس‌سی گذراند.

## حرفه

### اوایل کار
از سال ۱۹۸۹ تا ۱۹۹۰، سوامیناتان یک پزشک محقق در بخش بیماری‌های تنفسی کودکان در دانشگاه لستر در بریتانیا بود.
او سپس به عنوان یک پژوهشگر ارشد (کادر تحقیقاتی فوق‌العاده) در واحد پزشکی قلبی ریوی، و همچنین استادیار بالینی در گروه بهداشت عمومی و پزشکی خانواده در دانشکده پزشکی دانشگاه تافتس در ماساچوست مشغول به کار شد.
در سال ۱۹۹۲، سوامیناتان به مؤسسه ملی تحقیقات سل مشهور به مرکز تحقیقات سل پیوست، جایی که او هماهنگ‌کننده «بیماری‌های گرمسیری کمیاب و نادیده گرفته شده» بود. او بعداً مدیر مؤسسه ملی تحقیقات سل شد.
از سال ۲۰۰۹ تا ۲۰۱۱، سوامیناتان هماهنگ‌کننده برنامه ویژه یونیسف/برنامه عمران ملل متحد/بانک جهانی/سازمان جهانی بهداشت برای تحقیق و آموزش در مورد بیماری‌های گرمسیری در ژنو بود.
تا سال ۲۰۱۳، او مدیر مؤسسه ملی تحقیقات سل (NIRT) در چنای بود.
از اوت ۲۰۱۵ تا نوامبر ۲۰۱۷، سوامیناتان مدیر کل شورای تحقیقات پزشکی هند (ICMR) و دبیر دپارتمان تحقیقات بهداشتی (وزارت بهداشت و رفاه خانواده) برای دولت هند بود.
زمینه‌های مورد علاقه سوامیناتان عبارتند از سل کودکان و بزرگسالان (TB)، اپیدمیولوژی و پاتوژنز، و نقش تغذیه در سل مرتبط با HIV.

### کار در سازمان جهانی بهداشت
از اکتبر ۲۰۱۷ تا مارس ۲۰۱۹، سوامیناتان معاون مدیر کل سازمان بهداشت جهانی بود.
در مارس ۲۰۱۹، سوامیناتان دانشمند ارشد سازمان بهداشت جهانی شد، و در آنجا او به‌طور مشخص در جلسات مطبوعاتی منظم دو بار در هفته در مورد دنیاگیری کووید-۱۹ شرکت کرد. او از کشورها خواسته است که توالی‌یابی کل ژنوم کروناویروس سندرم حاد تنفسی ۲ را بیشتر انجام دهند و توالی‌هایی را در پروژه GISAID بارگذاری کنند.
در مقدمات اجلاس جهانی بهداشت به میزبانی کمیسیون اروپا و گروه ۲۰ در مه ۲۰۲۱، سوامیناتان یکی از اعضای ارشد و برجستهٔ هیئت علمی در رویداد بود.